# Jakub Pajerski
Jakub Pajerski (ur. 5 lipca 1895 w Nowym Targu, zm. 1956 tamże) – podpułkownik intendent z wyższymi studiami wojskowymi Wojska Polskiego, działacz niepodległościowy, kawaler Orderu Virtuti Militari.

## Życiorys
Urodził się 5 lipca 1895 w Nowym Targu, ówczesnym mieście powiatowym Królestwa Galicji i Lodomerii, w rodzinie Bartłomieja i Anny z Watychowiczów. Był młodszym bratem Franciszka (1891–1931), prawnika, urzędnika i działacza społecznego.
Po wybuchu I wojny światowej wstąpił do Legionów Polskich  i służył w 5. Pułku Piechoty I Brygady Legionów Polskich. Za swoje czyny wojenne otrzymał Order Virtuti Militari. Po odzyskaniu przez Polskę niepodległości został przyjęty do Wojska Polskiego. 17 października 1919 jako podoficer gospodarczy byłych Legionów Polskich pełniący służbę w Departamencie Gospodarczym Ministerstwa Spraw Wojskowych został mianowany z dniem 1 listopada 1919 podporucznikiem gospodarczym. Brał udział w wojnie polsko-bolszewickiej.
3 maja 1922 roku został zweryfikowany w stopniu kapitana ze starszeństwem z dniem 1 czerwca 1919 roku i 58. lokatą w korpusie oficerów administracji, dział gospodarczy, a jego oddziałem macierzystym był Wojskowy Okręgowy Zakład Gospodarczy Nr I. W latach 1921–1923 był słuchaczem Kursu Normalnego Wyższej Szkoły Intendentury w Warszawie, pozostając oficerem nadetatowym Okręgowego Zakładu Gospodarczego Nr I w Warszawie. 11 listopada 1923 roku, po ukończeniu kursu, został przydzielony do Departamentu VII Intendentury Ministerstwa Spraw Wojskowych w Warszawie. 1 grudnia 1924 roku został awansowany do stopnia majora ze starszeństwem z dniem 15 sierpnia 1924 roku i 6. lokatą w korpusie oficerów intendentów. Na stopień podpułkownika został mianowany ze starszeństwem z 1 stycznia 1936 roku i 6. lokatą w korpusie oficerów intendentów. 12 grudnia 1937 roku został wybrany wiceprezesem Zarządu Towarzystwa Sportowego Wisła Kraków.
W 1939 roku pełnił służbę w Szefostwie Intendentury Dowództwa Okręgu Korpusu Nr V w Krakowie na stanowisku zastępcy szefa. W czasie kampanii wrześniowej dostał się do niemieckiej niewoli. Przebywał w Oflagu VI E Dorsten.
Zmarł w 1956 i został pochowany na cmentarzu komunalnym w Nowym Targu (kwatera 28-1-61).
Decyzją prezesa Instytutu Pamięci Narodowej z dnia 3 listopada 2020 roku na wniosek prezesa koła Związku Kombatantów RP i Byłych Więźniów Politycznych w Nowym Targu, grób Jakuba Pajerskiego został wpisany do prowadzonej przez IPN ewidencji grobów weteranów walk o wolność i niepodległość Polski pod numerem ewidencyjnym 1106.

## Ordery i odznaczenia
- Krzyż Srebrny Orderu Wojskowego Virtuti Militari nr 6625 – 17 maja 1922[18][4]
- Krzyż Niepodległości – 9 listopada 1932 „za pracę w dziele odzyskania niepodległości”[19]
- Krzyż Walecznych czterokrotnie
- Złoty Krzyż Zasługi – 10 listopada 1938 „za zasługi w służbie wojskowej”[20]
- Srebrny Krzyż Zasługi – 16 marca 1928 „za zasługi na polu organizacji i administracji wojska”[21]
- Medal Pamiątkowy za Wojnę 1918–1921
- Medal Dziesięciolecia Odzyskanej Niepodległości
- Odznaka za Rany i Kontuzje z dwiema gwiazdkami